# Tony O'Reilly
Tony O'Reilly (fl. XX-XXI secolo) è stato un batterista e cantante inglese.
O'Reilly militò nella scena beat inglese degli anni 1960, esordendo in un gruppo chiamato The Thunderbeats e in seguito suonando dal 1964 al 1968 nella band The Koobas. Da settembre a novembre 1968 fece poi parte del celebre gruppo di rock progressivo degli Yes, in sostituzione del membro fondatore Bill Bruford: la breve esperienza con gli Yes fu travagliata a causa dei suoi problemi con l'alcol. Infine, collaborò per alcuni mesi con la band blues rock dei Bakerloo, scioltasi nel 1969.
Negli anni successivi comparve in alcuni album tributo con materiale dei Koobas.

## Discografia

### The Koobas
- Koobas, 1969

### Artisti vari
- Pictures in the Sky, 1988
- Nuggets II, 2001